# Босансько-Грахово (община)
Босансько-Грахово (хорв. і босн. Opština Bosansko Grahovo, серб. Општина Босанско Грахово) — боснійська громада, розташована в Герцег-Босанському кантоні Федерації Боснії і Герцеговини. Адміністративним центром є місто Босансько-Грахово.
| Боснія і Герцеговина | Це незавершена стаття з географії Боснії і Герцеговини. Ви можете допомогти проєкту, виправивши або дописавши її. |